# Санболі
Санболі́ (рос. Санболи) — селище у складі Амурського району Хабаровського краю, Росія. Адміністративний центр Санболинського сільського поселення.

## Населення
Населення — 1109 осіб (2010; 1265 у 2002).
Національний склад (станом на 2002 рік):
- росіяни — 92 %